# Heteromycteris capensis
Heteromycteris capensis är en fiskart som beskrevs av Kaup, 1858. Heteromycteris capensis ingår i släktet Heteromycteris och familjen tungefiskar. Inga underarter finns listade i Catalogue of Life.